# Suite lyrique

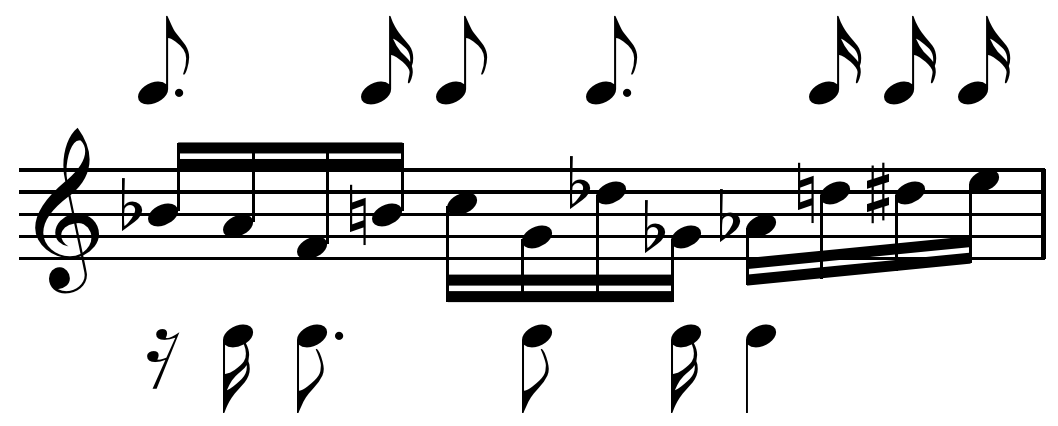
Partition de suite lyrique.

La Suite lyrique (en allemand : Lyrische Suite) est une composition de musique de chambre pour quatuor à cordes d'Alban Berg. Composée entre septembre 1925 et octobre 1926 et dédiée  à Alexander von Zemlinsky, elle est créée par le Quatuor Kolisch, le 8 janvier 1927 à Vienne.

## Analyse et structure
L'agencement procède de l'entrecroisement des mouvements pairs (tempo de plus en plus lent) avec les mouvements impairs (tempo de plus en plus rapide). Cet opéra latent selon Theodor Adorno qui rappelle le treizième quatuor de Beethoven par son cadre formel mais par l'esprit, se rapproche du Chant de la Terre de Gustav Mahler et de la Symphonie lyrique d'Alexander von Zemlinsky se rapporte à un fait autobiographique : le sentiment amoureux du compositeur pour Hanna Fuchs, épouse d'un ami tchèque, d'où le recours au symbolisme des chiffres 10 et 23 (Berg et Hanna) qui détermine le nombre de mouvements et les indications métronomiques. L'écriture appartient au dodécaphonisme sériel sur la base d'une série de douze sons, centrée sur le triton (quarte augmentée). La progression sentimentale est dramatique, depuis le giovale initial au desolato final. En 1927, le compositeur transcrira les mouvements II, III, IV pour orchestre à cordes.
1. Allegretto giovale
2. Andante amoroso
3. Allegro misterioso
4. Adagio appassionato
5. Presto delirando
6. Largo desolato

- Durée d'exécution : environ vingt-sept minutes.

## Variante chantée
La découverte d'une partition annotée par Berg a montré que le 6e mouvement contenait une ligne vocale distribuée entre les quatre instruments. Elle suit un poème de Baudelaire (« De profundis clamavi » de Les Fleurs du mal traduit par Stefan George) et elle peut donc être chantée.

## Discographie sélective
- Suite lyrique, Quatuor à cordes op.3 par le Quatuor Alban Berg, Telefunken

## Lien contextuel
- Hanna Fuchs-Robettin